# 古民家

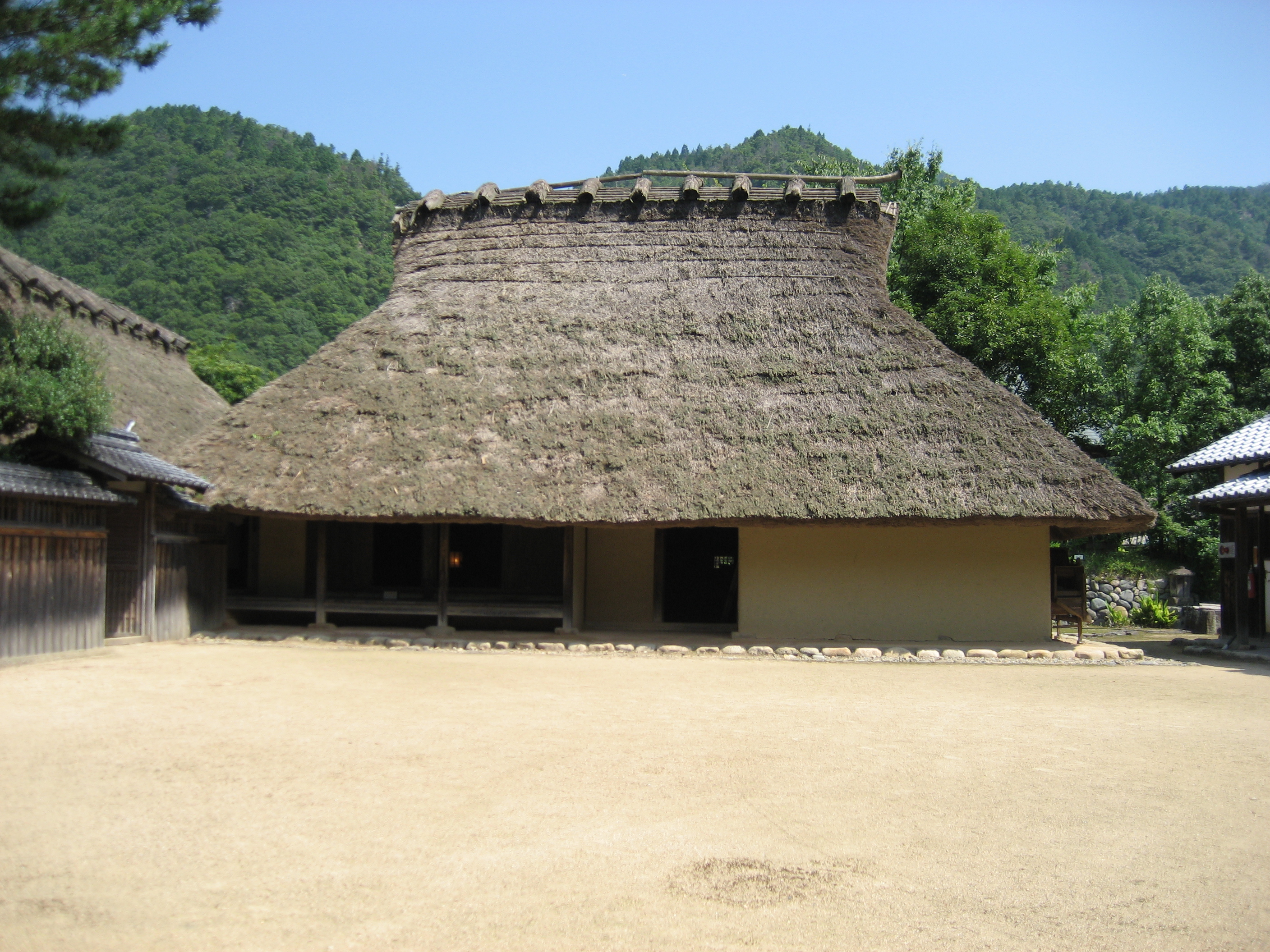
現存最久的傳統民家：箱木家民宅

古民家是日本一種古代住宅類別，以耐震、美觀、設計性為三大要點。

## 概要
古民家的定義是很久以前建造的。通常以戰前，或大正時期間為最多。
以傳統的木造軸組構法所蓋出的耐久性，設計性皆為日本建築代表之一。最近日本人也因歸屬感和自我意識萌生保留和文創的重要性。
古民家限定農家，民家，庄屋，商家，武術民家，建築民家。而岩手縣為中心的東北地方的曲屋，和白川郷的合掌屋為主要特色民宅。
屋頂多採用茅葺，亦有改用瓦葺等。 住民皆為高齡化族群。而壞掉的建築未修繕者也不計其數。